# Burgoyne Diller
Pour les articles homonymes, voir Diller.
Burgoyne A. Diller, né le 13 janvier 1906 dans le Bronx (New York) et mort le 30 janvier 1965 à Brooklyn (New York), est un artiste peintre et sculpteur abstrait américain.
Beaucoup de ses œuvres les plus connues se caractérisent par des formes géométriques orthogonales qui reflètent son vif intérêt pour le mouvement De Stijl et le travail de Piet Mondrian. Dans l'ensemble, son abstraction géométrique et son style non objectif doivent également beaucoup à ses études avec Hans Hofmann à la Art Students League de New York. Il était un membre fondateur des American Abstract Artists. Le travail abstrait de Diller a parfois été qualifié de " constructiviste ".Il a également réalisé des œuvres figuratives au début de sa carrière en tant que muraliste pour le Federal Art Project de la ville de New York.

## Biographie
Burgoyne Diller naît à New York, dans le Bronx, en 1906, d'Andrew Diller, violoniste et chef d'orchestre, et de Mary Burgoyne. Son père meurt en 1908, alors que Diller n'avait que trois ans. Sa mère épouse alors un ingénieur, Adrian Adney. En 1919, avec sa nouvelle famille, il s'installe à Battle Creek, dans le Michigan. Encore enfant, il a une maladie qui lui fait manquer une année d'école. Durant cette période, il commence à dessiner. C'est son premier contact avec le monde de l'art et il se découvre un talent inné,. Diller fréquente la Battle Creek High School et l'université d'État du Michigan. Diplômé de cette dernière université en 1927, il s'installe à Buffalo, dans l'État de New York, où il vit avec son grand-père maternel,.
À Buffalo, Diller occupe de nombreux petits boulots avant d'atteindre un poste stable de concierge. À cette époque, il commence à vendre quelques-unes de ses œuvres et ce revenu lui permet de s'installer à New York où il commence à étudier à la Art Students League en 1929. Il connait beaucoup de succès et de reconnaissance à la League et obtient un travail comme boursier à la librairie de l'école. Diller quitte l'Art Students League en 1933 pour occuper un poste au sein de la Works Progress Administration (WPA). Cependant, en 1941, Diller et d'autres superviseurs de la WPA sont suspendus en raison d'une prétendue infiltration communiste de la WPA. Après enquête, aucune preuve n'a été trouvée pour incriminer Diller et il est rapidement été réintégré. En 1943, Diller s'enrôle dans la marine américaine où il est affecté au centre de développement du matériel d'instruction. Là-bas, il inventé un appareil portatif d'entraînement au code Morse qui permet la création de trois millions d'appareils. Il obtient un brevet pour cette invention en 1945. Il est libéré de ses fonctions après la Seconde Guerre mondiale en novembre 1945 en tant que lieutenant (grade junior) et reste dans la réserve navale jusqu'en 1954, prenant sa retraite avec le rang de lieutenant. Durant son service actif, il  cesse complètement la création artistique qu'il reprend cependant une fois la guerre terminée. En 1946, Diller est embauché comme professeur adjoint au Brooklyn College et est rapidement promu à un poste à temps plein et en obtient la permanence en 1949. Il reste à la faculté jusqu'à sa mort en 1965.
En 1930, Diller épouse Sarah "Sally" Bernadette Conboy, qui travaille au département classement du New York Times. "Ses revenus stables ont aidé le couple à maintenir un style de vie modeste tout au long de la dépression". Au début des années 1950, Diller commence à créer de l'art à un rythme très incohérent en raison de "problèmes personnels grandissants, d'une consommation excessive d'alcool et d'un sentiment de rejet de la part d'un monde de l'art dominé par les expressionnistes abstraits". En 1959, l'atelier de Diller est inondé et aucune des œuvres qu'il a entreposées dans son sous-sol ne peut être sauvée. L'alcoolisme de Sally lui cause une cirrhose du foie qui l'emporte en 1954, quelques mois à peine après sa retraite du New York Times. Ils n'ont jamais eu d'enfants. Cet été-là, alors qu'il rendait visite à sa mère et à son beau-père dans le Michigan, Diller rencontre Grace Kelso LaCrone qui venait juste de se séparer de son mari. Une fois son divorce prononcé, elle et Diller se marient en 1955. Eux aussi n'ont jamais eu d'enfants ensemble. Dans ses dernières années, Diller s'installe dans les Atlantic Highlands, dans le New Jersey, où sa maison et son studio étaient situés près du rivage. En 1965, après des années de tabagisme et d'abus d'alcool, la santé de Diller se dégrade sérieusement. Il meurt la même année à l'âge de 59 ans des suites d'une maladie cardiaque et d'un œdème pulmonaire à l'hôpital français de Manhattan.

## Influences
Diller s'est inspiré des travaux du constructiviste russe Kasimir Malevitch et des artistes de De Stijl, Piet Mondrian et Theo van Doesburg. Diller a également été grandement influencé par Hans Hofmann et Jan Matulka, ses professeurs à la Art Students League. Hofmann, en particulier, était si influent dans la vie de Diller que, lorsqu'il fit son exposition personnelle au musée d'art contemporain de New York, il demanda à Hofmann d'écrire l'introduction du catalogue.